# ドラケン・インターナショナル
ドラケン（英: Draken）は、アメリカ合衆国テキサス州フォートワースに本社を置く企業。アメリカ国防総省向けに仮想敵機、飛行訓練、電子戦支援、統合末端攻撃統制官訓練、近接航空支援訓練、脅威シミュレーション、空中給油、研究及び試験業務等を提供している。
創業地であるフロリダ州レイクランドのレイクランド・リンダー国際空港に整備施設があるほか、ネバダ州ネリス空軍基地に営業拠点を置いている。

## 沿革

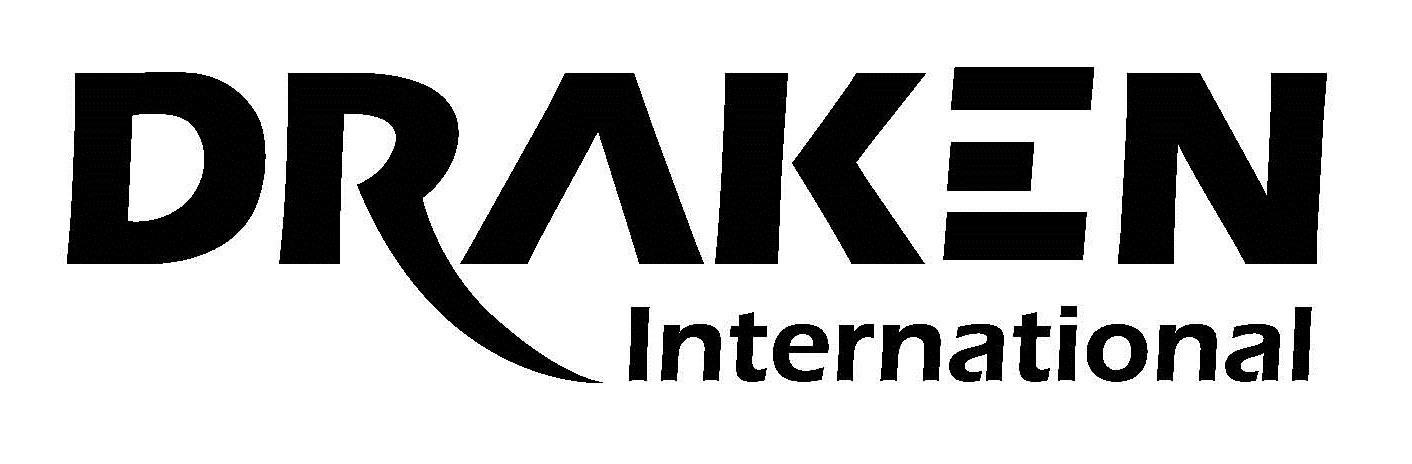
2019年までの企業ロゴ

2012年、フロリダ州レイクランドでドラケン・インターナショナル（英: Draken International）の名で創業した。2013年4月、レイクランド・リンダー国際空港内に約670万ドルを投資して本社と整備施設の拡張を行うと発表した。
2018年6月3日、アメリカ国防総省とネリス空軍基地及びルーク空軍基地における5年間の仮想敵機業務契約（ADAIR II）を2億2,800万ドルで締結した。2019年には、ブラックストーン・タクティカル・オポチュニティー（英: Blackstone Tactical Opportunities）と経営統合し、社名をドラケンに改めた。同年5月1日、アメリカ海軍と最大10年間の統合末端攻撃統制官訓練業務を2億5,000万ドルで締結した。
2020年9月には、イギリスのコバム社が北大西洋条約機構（NATO）向けに行っていた電子戦アグレッサー業務を、そのためのファルコン20とともに傘下に収め、「ドラケンヨーロッパ」のブランドで活動している。

## 実績
アメリカ国防総省との契約に基づき、アメリカ空軍、アメリカ空軍州兵の各種演習においてA-4K、L-159Eを仮想敵機として運用したほか、アメリカ海兵隊の統合末端攻撃統制官訓練支援をA-4Kにて実施している。2019年には、新たにミラージュF1Mを導入した。また、2016年にニューメキシコ州ホワイトサンズ・ミサイル実験場で行われた陸上自衛隊03式中距離地対空誘導弾（中SAM）の射撃演習支援も実施している。

## 保有機材
保有する機体の垂直尾翼には、「赤い星」と「槌と鎌」に竜が巻き付いたイラストに「PREPRE TO PREVAIL」（拡張への準備）「DRAKEN」と書かれたマークが描かれている。
| 名称                       | 画像 | 製造国           | 保有数                    | 備考 |
| -------------------------- | ---- | ---------------- | ------------------------- | --- |
| チーターC/D                |      | 南アフリカ共和国 | チーターC(9) チーターD(3) | 元南アフリカ空軍機 |
| ミラージュF1M              |      | フランス         | 22                        | 元スペイン空軍機で、1機は複座型のF1B。元ヨルダン空軍機の導入計画もある。                                                |
| MiG-21bis/MF/UM            |      | ソビエト連邦     | 27                        | 元ポーランド空軍機 |
| A-4K/N                     |      | アメリカ合衆国   | 13                        | 元ニュージーランド空軍機。1機はデジタル迷彩を施している。このほか、A-4L LLC社からA-4Lのリースを受けていた時期もあった。 |
| L-39NG                     |      | チェコ           | 5                         | |
| L-159E                     |      | チェコ           | 21                        | |
| CL601-3R                   |      | カナダ           | 7                         | |
| ガルフストリーム G300      |      | アメリカ合衆国   | 7                         | |
| サイテーション・ソヴリン   |      | アメリカ合衆国   | 7                         | |
| サイテーションジェット CJ3 |      | アメリカ合衆国   | 7                         | |
| ホーカー 800XP             |      | イギリス         | 7                         | |

## パイロット
自社パイロットとして、元アメリカ空軍、アメリカ海軍、アメリカ海兵隊パイロットを採用しており、アメリカ空軍州兵などにパートタイム勤務もしている。現役時代の経歴としては、アメリカ空軍兵器学校、アメリカ海軍戦闘機兵器学校卒業生及び教官、アグレッサーパイロット、アメリカ空軍連絡将校、前線航空管制官、サンダーバーズパイロット等が在籍する。